# Днепровский академический театр драмы и комедии
Днепровский академический театр драмы и комедии (укр. Дніпровський академічний театр драми та комедії)  — театр в городе Днепр. Основан в 1927 году. Здание театра, бывший Зимний театр (1906—1907), является памятником архитектуры национального значения.

## История театра

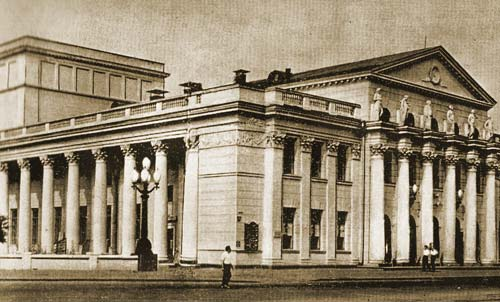
Зимний театр, 1907 год

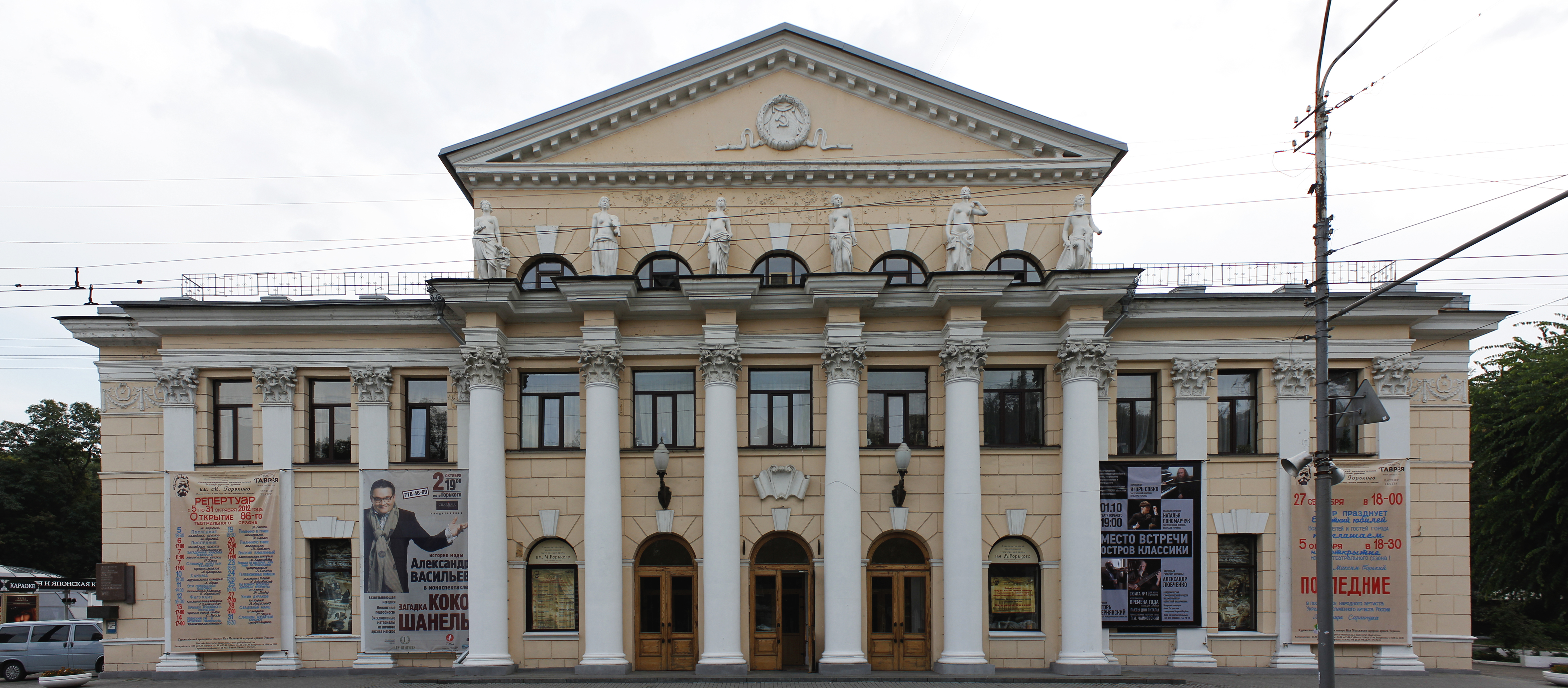
Главный фасад

Театр русской драмы им. М. Горького, основан в 1927 году по решению исполкома городского совета Днепропетровска на базе части труппы московского Малого театра, успешно гастролировавшего тогда в городе.
Один из старейших театров Украины, сыгравший весомую роль в развитии украинской культуры на русском языке.
Во главе нового театра встал режиссёр и актёр Малого театра Владимир Ермолов-Бороздин. Его концепция творчества живёт и по сей день: «С современниками говорить о современном и на современном языке».
Театр открылся осенью 1927 года премьерой пьесы Константина Тренёва «Любовь Яровая». В конце 1920-х — начале 1930-х годов на сцене театра ставили почти все пьесы Максима Горького, что стало причиной в 1934 году присвоить имя этого драматурга театру.
В период Второй мировой войны коллектив театра был эвакуирован в Барнаул, где провёл три года. В июне 1944 года театр вернулся в Днепропетровск.
В 1997 году стал единственным театром на Украине, который в экономически тяжёлое время отважился на длинный и долгий маршрут гастролей: Николаев, Севастополь, Симферополь, Евпатория.
Каждый год театр регулярно выезжает на гастроли. Спектаклям горьковцев аплодировали зрители городов Украины, Эстонии, Латвии, Литвы, Молдовы, Польши, России, Беларуси.
В рамках Закона о декоммунизации решение о переименовании театра им. Горького было принято 2 декабря на сессии Днепропетровского областного совета. Именно коллектив театра предложил название Днепровский театр драмы и комедии.

## Персоналии театра
Руководство театра осуществляют директор-художественный руководитель театра — Сергей Владимирович Мазаный, главный режиссёр театра — Антон Сергеевич Меженин.

### Труппа театра
- Народный артист Украины
  - Людмила Вершинина (1928—2021)
  - Анатолий Дудка (2009—2017)
  - Жан Мельников(1928—2021)
  - Гунькін Віктор
- Заслуженные артисты Украины:
  - Людмила Воронина
  - Александр Голубенко
  - Нелли Масальская
  - Арсен Босенко
  - Андрей Мельников
  - Илона Соляник
  - Новостройная Наталья
  - Жевора Владимир
- Ведущие мастера сцены:
  - Нинель Амутных
  - Татьяна Захарова
  - Евгений Звягин
  - Евгений Мазур
  - Александр Мишин
  - Елена Попова
  - Сергей Федоренко
  - Журавель Людмила
  - Чепурная Виктория
  - Шульга Игорь
  - Плахтий Александр
  - Рудавская Виктория
  - Зубчик Валерий

## Фестивали и награды
На счету актёров театра — Гран-при фестиваля-конкурса на высшую театральную награду Приднепровья «Сичеславна»: Людмила Вершинина за роль Бабушки в спектакле «Деревья умирают стоя», Жан Мельников за роль принца Георга в спектакле «Гений и беспутство»; Гран-при «Надежда Сичеславны» — Андрей Мельников за роль Глумова в спектакле «На всякого мудреца довольно простоты»… Также многократные победы актёров театра в различных номинациях этого же фестиваля, участие и победы в Международных и Всеукраинских фестивалях, в частности «Данаприс» (Запорожье), «Сцена человечества» (Черкассы), «Сентябрьские самоцветы» (Кропивницкий), «Встречи в Одессе» (Одесса), «В гостях у Гоголя» (Полтава) и других.